# Medulla oblongata

Medulla oblongata (animatie)

De medulla oblongata of het verlengde merg is het gedeelte van de hersenen dat de hersenstam met het ruggenmerg verbindt. Het is tijdens de embryonale ontwikkeling ontstaan uit het myelencephalon. Men is het er niet over eens of het een onderdeel van de hersenstam is, of op zichzelf staat. Het verlengde merg zendt opdrachten vanuit de hersenen door naar alle lichaamsdelen. Tevens bevat het centra die de hartslag, ademhaling, spijsvertering en bloeddruk reguleren.
In de medulla oblongata vindt ook de kruising van zenuwbanen plaats. Dit zijn de zenuwbanen van de tast en voor de motorische aansturing van spieren van armen en benen. Hierdoor is het linkerdeel van de hersenen verantwoordelijk voor de binnenkomst van informatie en de aansturing van spieren in het rechterdeel van het lichaam, en andersom.
Een aandoening aan het verlengde merg kan dan ook ernstige gevolgen hebben, zoals gevoelsstoornissen en verlamming.
Mogelijke oorzaken voor een aandoening aan de medulla oblongata zijn:
- beknelling door een hernia, een tumor of een aangeboren afwijking
- een ontsteking
- beschadiging door een ongeval.

## Naamgeving
De naamgeving medulla oblongata is gebaseerd op de indeling die de anatoom Casper Bartholin maakte in zijn werk Institutiones anatomicae.
Hij deelde het centrale zenuwstelsel op in twee delen, namelijk de pars globosa (de eigenlijke hersenen) en de pars oblongata (het ruggenmerg en het verlengde merg samen). Hij onderscheidde van de pars oblongata een deel in de schedel, namelijk de pars intra calvariam, het huidige verlengde merg, en een deel in de wervelkolom, namelijk de pars in spinam delapsa, het huidige ruggenmerg. De volledige uitdrukking pars oblongata in calvariam is vervolgens bij latere anatomen overgegaan in de kortere naam medulla oblongata.
Het bijvoeglijk naamwoord oblongata in medulla oblongata komt echter niet voor in het klassieke Latijn. Het woord oblongata kan gezien worden als een voltooid deelwoord van een niet-bestaand werkwoord oblongare, afgeleid van het bestaande bijvoeglijk naamwoord oblongus, langwerpig. Oblongare heeft dan de betekenis van langwerpig maken en niet de gebruikelijke betekenis binnen de anatomie van verlengen. In het klassieke Latijn gebruikt men voor verlengen, elongare, prolongare of producere. Als alternatief wordt er dan ook medulla prolongata gebruikt.